# Gary L. Jones
Gary L. Jones ist ein ehemaliger US-amerikanischer Brigadegeneral der Nationalgarde.
Jones studierte Erziehungswissenschaften an der Northeast Louisiana University und erreichte 1971 den Bachelor- und 1975 den Masterabschluss. Jones begann seine Führungskarriere 1977 in der US Army als Führer eines Platoons. Am 6. Februar 2004 wurde der Offizier zum Brigadegeneral ernannt. Er hatte als letztes die Position als Deputy Commander, Joint Force Headquarters, Louisiana National Guard inne.